# Клієнт-серверна підсистема часу виконання
Підсистема клієнт/сервер часу виконання (англ. Client / Server Runtime Subsystem, CSRSS) або csrss.exe, входить до складу операційної системи Microsoft Windows NT, і являє собою частину призначеного для користувача режиму підсистеми Win32.  Входить до складу Windows 2000, Windows XP, Windows 2003, Windows Vista, Windows Server 2008 і Windows 7.  Оскільки більшість операцій підсистеми Win32 були перенесені в режим ядра, а конкретніше в драйвери режиму ядра, в Windows NT 4 і вище CSRSS в основному відповідає за обробку консолі в Win32 і графічний інтерфейс виключення ОС.  Підсистема має вирішальне значення для функціонування ОС; тому завершення цього процесу призведе до відмови системи.  При нормальних умовах CSRSS не може бути завершена застосуванням команди Taskkill або за допомогою диспетчера задач Windows, хоча це можливо з Windows Vista, якщо диспетчер задач запускається в режимі адміністратора.  Починаючи з Windows 7, диспетчер задач повідомить користувачеві, що завершення процесу призведе до відмови системи, і покаже запит, чи хоче користувач продовжити. 
Завершення csrss.exe веде до BSOD і аварійного перезавантаження Windows. Виконуваний файл csrss.exe зберігається в папці [[Змінні середовища|%SYSTEMROOT%]]\system32.